# Wohnhaus Am Seedeich 7

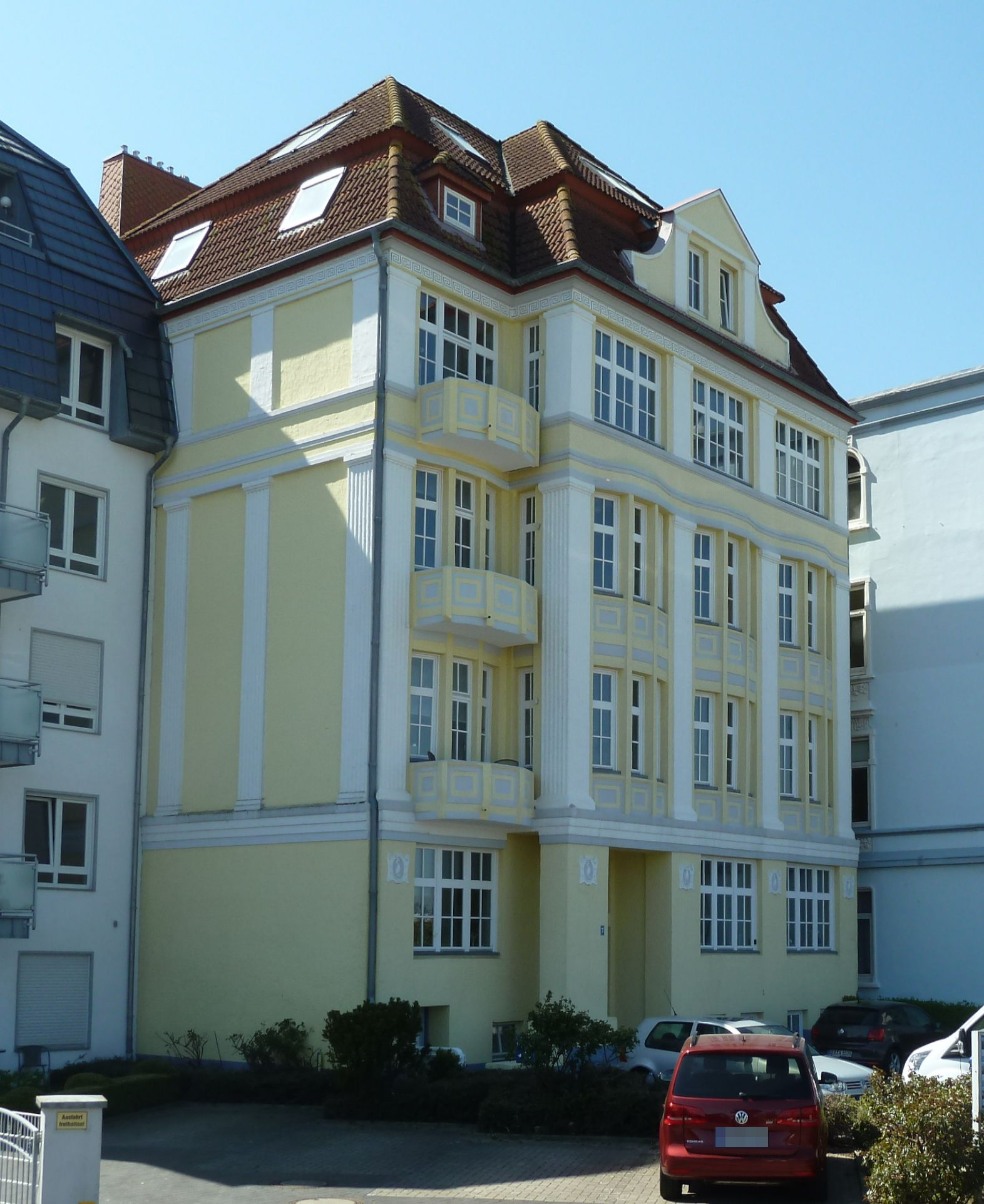
Wohnhaus Am Seedeich 7 (2019)

Das Wohnhaus Am Seedeich 7 in der niedersächsischen Kreisstadt Cuxhaven im Landkreis Cuxhaven stammt vom Anfang des 20. Jahrhunderts.
Aktuell (2024) wird es für Wohnungen und Ferienwohnungen genutzt.
Das Gebäude steht unter Denkmalschutz (siehe auch Liste der Baudenkmale in Cuxhaven).

## Geschichte und Beschreibung
Am Seedeich ist eine touristisch bedeutsame Straße an der Nordsee.
Das viergeschossige traufständige verputzte Gebäude mit ziegelgedecktem Mansarddach, Risalit mit Gaube bzw. Dachhaus wurde 1914 nach Plänen von Achmet Steinmetz gebaut. Die neoklassizistischen Fassaden wurden zurückhaltend gestaltet, gegliedert durch Gesimse, Pilaster und Lisenen sowie Balkone. Der Eingang liegt in der östlichen Achse des Risalits und eine Gebäudeachse an der Ostseite ist leicht zurückversetzt.
Das Landesdenkmalamt befand u. a.: „… weist eine geschlossene Kubatur und schlichte Fassadengliederung auf …“
Steinmetz entwarf in Cuxhaven u. a. auch die Villa Gehben in Altenbruch, die Schule Groden, sein Wohnhaus Wißmannstraße 8 und mehrere Fischhallen am Hafen.